# Tobias Karlsson
Tobias Karlsson (Karlskrona, 4 giugno 1981) è un ex pallamanista svedese.

## Palmarès

### Olimpiadi
- 1 medaglia:
  - 1 argento (Londra 2012)